# 後見
後見（こうけん）とは、民法において、制限行為能力者の保護のために、法律行為・事実行為両面においてサポートを行う制度である。未成年者に親権者がないか又は親権者が財産管理権をもたない場合の未成年後見制度と、精神上の障害等により能力を欠く場合の成年後見制度がある。
以上のように後見には「未成年後見」と「成年後見」があるが、未成年者についても成年後見の適用は排除されていない点に注意を要する。これは成年が近くなった未成年者の知的障害者が成年に達する場合には法定代理人がいなくなってしまうことから、その時に備えて申請を行う必要があるためである（詳細は後述）。

## 後見の開始

### 未成年後見
未成年後見は未成年者に対して親権を行う者がないとき、又は親権を行う者が管理権を有しないときに開始される（第838条1号）。

### 成年後見
成年後見は後見開始の審判があったときに開始される（第838条2号）。後見開始の審判は精神上の障害により事理を弁識する能力を欠く常況にある者について、家庭裁判所が本人、配偶者、四親等内の親族、未成年後見人、未成年後見監督人、保佐人、保佐監督人、補助人、補助監督人又は検察官の請求により行う（第7条）。審判をするときには、家庭裁判所は職権で成年後見人を選任する（第8条）。
なお、先述のように未成年者の知的障害者が成年に達する場合には法定代理人（親権者あるいは未成年後見人）がいなくなってしまうことから、その時に備えて申請を行う必要がある場合もあるため後見開始の審判の対象には未成年者も含まれる点に注意を要する。

## 後見の事務

### 一般
- 事務の内容
財産の調査及び目録の作成（853条）、被後見人の意思尊重義務、身上配慮義務（858条）、被後見人の財産の管理及び代表（代理）（859条）などが挙げられている。｢事務｣とは法律行為のことであり、被後見人を実際に介護することなど事実行為を後見人自身が為すことは事務には含まれない。
  1. 財産管理
    - 預貯金通帳の保管及び手続。

  2. 身上監護
    - 病院等の入退院に関する契約。
- 事務の費用、報酬
861条、862条。
- 事務の監督
後見人には義務が課されているが（869条）、それでも権限濫用の危険があり、通常の任意代理の場合と異なり本人による代理人の監督も期待できないため、別に事務の監督を行う者が必要となる。後見事務の監督は家庭裁判所が行うが（863条など）、後見人とは別に後見監督人が選任された場合は、後見監督人とともにこれを行う（851条）。主な監督行為としては後見の事務の報告や財産の状況の調査がある。他には成年被後見人の居住用不動産の処分の許可や後見人の報酬の決定（862条）は家庭裁判所が行い、利益相反行為があった場合は家庭裁判所が特別代理人を選任する（後見監督人が選任されている場合は不要）（860条、826条）。また、一定の後見人の行為については、被後見人に取消権が認められる（864条、865条、866条）。

### 後見監督人
後見人の行動を監督する機関として、後見監督人を置くことができる。家庭裁判所は、必要に応じ、被後見人が未成年か成年であるかに関わらず後見監督人を選任することができ、また、受遺者が未成年者の場合などは遺言により未成年後見監督人を選任できる。
後見監督人の職務は、以下のとおりである（民法851条）。
1. 後見人の事務を監督すること。
2. 後見人が欠けた場合に、遅滞なくその選任を家庭裁判所に請求すること。
3. 急迫の事情がある場合に、必要な処分をすること。
4. 後見人又はその代表する者と被後見人との利益が相反する行為について被後見人を代表すること。

## 後見の終了
- 後見の計算
  - 後見人の任務が終了したときは、後見人又はその相続人は、2ヶ月以内に後見の計算をしなければならない。この期間は家庭裁判所において伸長することができる（870条）。
  - 後見の計算は、後見監督人があるときは、その立会いをもってしなければならない（871条）。
- 未成年被後見人と未成年後見人等との間の契約等の取消し 
  - 未成年被後見人が成年に達した後後見の計算の終了前に、その者と未成年後見人又はその相続人との間でした契約は、その者が取り消すことができる。その者が未成年後見人又はその相続人に対してした単独行為も、同様とする（872条1項）。
  - 20条及び121条から126条までの規定は、前項の場合について準用する（872条2項）。
- 返還金に対する利息の支払等
  - 後見人が被後見人に返還すべき金額及び被後見人が後見人に返還すべき金額には、後見の計算が終了した時から、利息を付さなければならない（873条1項）。
  - 後見人は、自己のために被後見人の金銭を消費したときは、その消費の時から、これに利息を付さなければならない。この場合において、なお損害があるときは、その賠償の責任を負う（873条2項）。
- 委任の準用
  - 654条及び655条の規定は後見について準用する（874条）。
- 後見に関して生じた債権の消滅時効
  - 832条の規定は、後見人又は後見監督人と被後見人との間において後見に関して生じた債権の消滅時効について準用する（875条1項）。この消滅時効は、872条の規定により法律行為を取り消した場合には、その取消しの時から起算する（875条2項）。